# Castiarina meeki
Castiarina meeki es una especie de escarabajo del género Castiarina, familia Buprestidae. Fue descrita científicamente por Théry en 1937.